# Ruchoma służba lotnicza
Ruchoma służba lotnicza – oznacza służbę telekomunikacyjną między naziemnymi stacjami lotniczymi a lotniczymi stacjami pokładowymi lub między lotniczymi stacjami pokładowymi, w której mogą uczestniczyć także stacje jednostek ratunkowych.
W służbie tej mogą również współdziałać awaryjne radiolatarnie wskazujące miejsce położenia na częstotliwościach przeznaczonych do stosowania w sytuacjach zagrożenia i awaryjnych.